# 小林尊
小林 尊（こばやし たける、1978年3月15日 - ）は、日本の元フードファイター、実業家。ギネス記録保持者（ホットドッグ（3分間6本、2009年8月25日達成）、ミートボール（1分間29個、2010年3月8日達成）、ハンバーガー（3分間10個、2010年8月29日達成）（3分間12個、2014年7月11日達成）、ピザ（12インチ1分9.36秒、2012年2月12日放送）、トゥインキー（1分間14個、2012年1月23日放送））。アメリカ合衆国ニューヨーク市在住。

## 来歴・人物
長野県長野市生まれ。長野県長野商業高等学校を経て、四日市大学経済学部卒業。身長173cm、体重58kg、血液型はA型。
初めは日本のテレビ番組、『TVチャンピオン』や『フードバトルクラブ』などの大食い企画で活躍し、「プリンス」、「底知れぬ貴公子」、「地上最強の胃袋」の愛称で人気を得た。さらに、アメリカ独立記念日である7月4日に毎年ニューヨーク市で開催される、『ネイサンズ国際ホットドッグ早食い選手権』への出場によってアメリカでも広く知られるようになった。同大会では2001年からの6連覇を果たし、"The Tsunami （ザ・ツナミ）" のニックネームで呼ばれるようになる。アメリカでは幾つかのCMやキャンペーンなどにも出演。
同地のテレビチャンネル、FOXスポーツネットでは、マイク・タイソンやロジャー・フェデラーらと共に、「スポーツ界で最も恐れられている選手10人」に選出されており、また、スポーツ専門チャンネルESPNでは、マイケル・ジョーダン、ベーブ・ルースを抑えて「スポーツ史上もっとも支配的なアスリート」とされた。
2004年、ニューズウィーク日本版の「世界が尊敬する日本人100人」において、存命人物としては明仁天皇、孫正義、松井秀喜、オノ・ヨーコ、イチローらとともに選出され、2009年にはCNNによる「アジアの偉大なスポーツ・ヒーロー」にブルース・リー、王貞治、姚明らと共に選出される。タイムをはじめ、海外メディアからは、大食い早食いをスポーツに変えた人物として「伝説のフードファイター」と形容される。
現在はニューヨーク市で暮らしている。イタリアのフードファイター・ヴィットリオ・ノスケーゼと対決し、「3分間に食べる最多のハンバーガー」としてギネスに認定された。2019年頃からは日本のテレビ番組への出演も徐々に再開している（後述）。
2024年9月3日、ラスベガスで行われたNetflixのホットドッグ早食いイベント終了後、自身のインスタグラムでフードファイターとしての競技生活からの引退を表明した。

## 主な記録
「*」は当時の世界新記録
ネイサンズ国際ホットドッグ早食い選手権
| Year | Place | HDB's (ホットドッグ) |
| ---- | ----- | -------------------- |
| 2001 | 1位   | 50*                  |
| 2002 | 1位   | 50.5*                |
| 2003 | 1位   | 44.5                 |
| 2004 | 1位   | 53.5*                |
| 2005 | 1位   | 49                   |
| 2006 | 1位   | 53.75*               |
| 2007 | 2位   | 63                   |
| 2008 | 2位   | 59                   |
| 2009 | 2位   | 64.5                 |

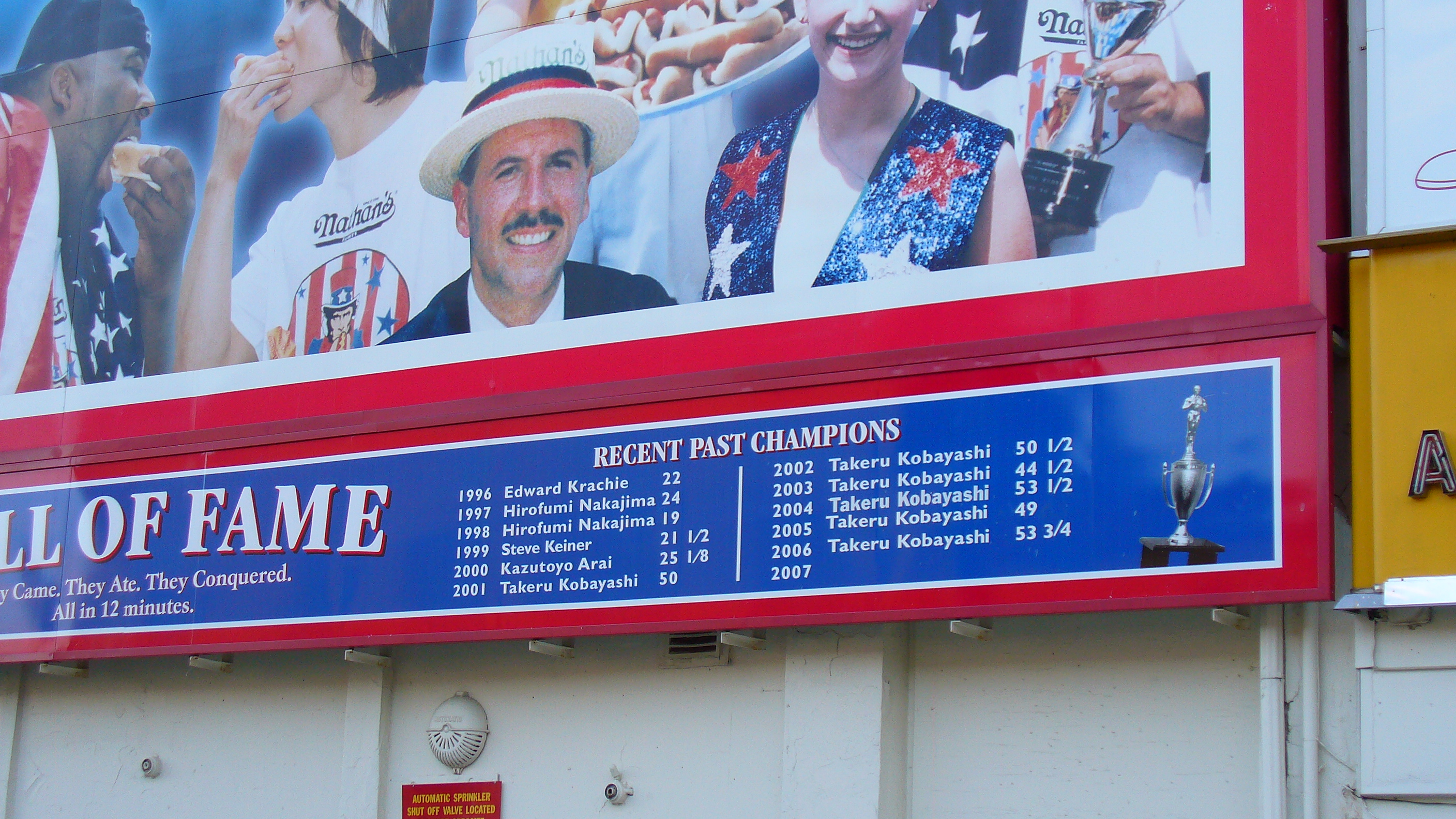
小林がネイサンズ大会を6連覇していることを記した看板（2007年撮影）

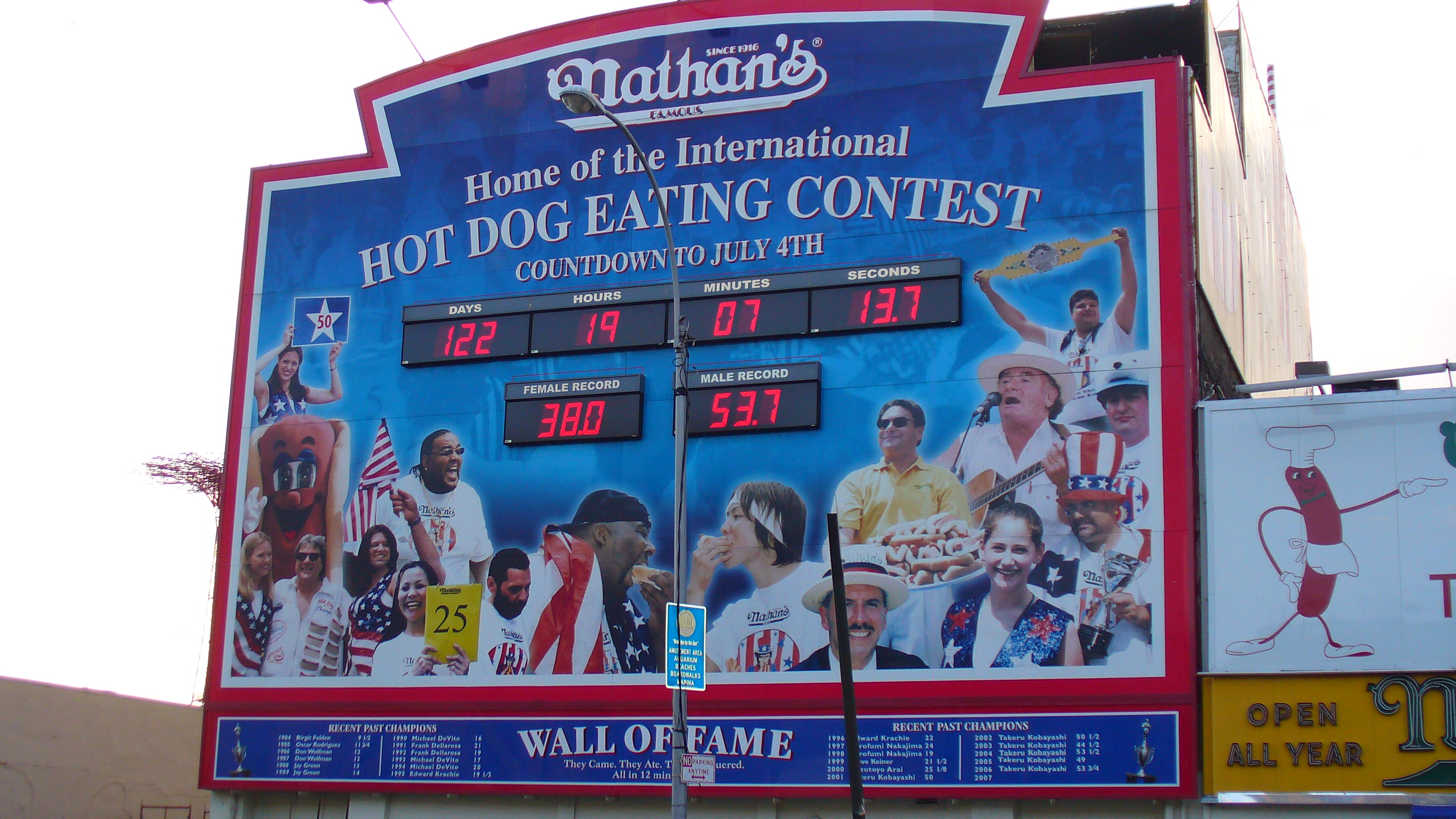
ネイサンズ大会の顔となっている小林、写真中央右

- 2001年、新井和響の世界記録の倍の50本を完食、自己記録を更新した新井を抑えて優勝。その際、プラカードの数字(25まで)では小林が食べた本数に足りなくなり、手書きノートの数字(26以降)が掲げられた。
- 2004年、白田信幸を抑え優勝。
- 2007年、ジョーイ・チェスナットに破れ、7連覇を逃す。
- 2008年、チェスナットと同本数であった為、延長戦に突入するが延長で破れ準優勝。
- 2010年、後述の契約を巡るトラブルから不参加となる。
- 2011年、引き続き不参加となるが、飲食店が小林のために用意した別会場で同大会のテレビ中継を行いながら同時に同じブランドの同じホットドッグを69本食べた[要出典][16]。
- 2011以降は、ネイサンズホットドッグ大会以外の世界大会に出場している[要出典]。
- 2008年以降、試合時間がそれまでの12分から10分に変更。
- 大会の様子はアメリカのスポーツチャンネルで中継される。

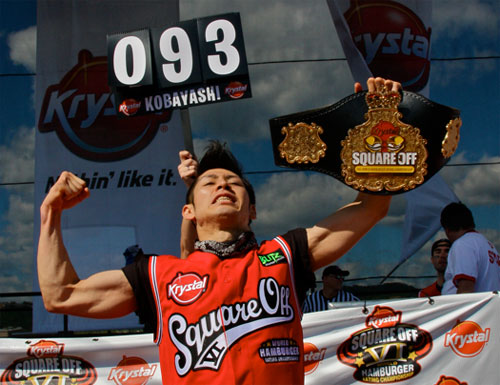
2009年、クリスタル・スクエア・オフの小林

クリスタル・スクウェア・オフ（ハンバーガー早食い選手権）
| Year | Place | Hamburgers (ハンバーガー) |
| ---- | ----- | ------------------------- |
| 2004 | 1位   | 69                        |
| 2005 | 1位   | 67                        |
| 2006 | 1位   | 97*                       |
| 2008 | 3位   | 84                        |
| 2009 | 1位   | 93                        |

- 大会の様子はアメリカのスポーツチャンネルで中継される。
- 2007年は顎関節症の影響から欠場。

フードバトルクラブ（TBSのテレビ番組）
| Year | TBSのテレビ番組                    | Place (順位) |
| ---- | ---------------------------------- | ------------ |
| 2001 | フードバトルクラブ第1回大会        | 1位          |
| 2001 | フードバトルクラブ第2回大会        | 2位          |
| 2001 | フードバトルクラブ King of Masters | 2位          |
| 2002 | フードバトルクラブ Speed（早食い） | 2位          |

- 第1回大会では優勝し、優勝賞金1,000万円を獲得する。
- 第2回大会からは賞金の総額が1,000万円になる。決勝で白田に最終種目の牛丼大食いで敗れる。
- “King of Masters” 第1回と2回大会において上位の成績を収めた24名で争われた。
- “Speed（早食い）” 早食いに特化した同シリーズ初の大会。
- “Max（大食い）”が秋に、“King of Masters”が年末に行われる予定であったが後述の事故が発生した為、両方とも中止となる。
- ブームに影響された中学生が模倣し死亡する事故が発生した為、番組は中止となる。

グリンゴ・バンディト・タコス・チャレンジ
| Year | Place | Tacos （タコス） |
| ---- | ----- | ---------------- |
| 2011 | 1位   | 81*              |
| 2012 | 1位   | 106*             |
| 2013 | 1位   | 87               |
| 2014 | 1位   | 130*             |
| 2015 | 1位   | 144              |
| 2016 | 1位   | 137              |
| 2017 | 1位   | 159*             |
| 2018 | 1位   | 154              |

- モリー・スカイラーが参戦し、二位の座を不動のものにしている。
- オフスプリングのデクスターによるソースブランド主催のタコス大会。
- 第三回からUSオープン・オブ・サーフィン（英語版）のメインステージで開催。
- 第四回からジェイソン・アキュナが大会主催者の一人に加わる。

パイ・イーティング・コンテスト（カナダ最大のピザ早食い選手権）
| Year | Place | Pizza (14インチピザ) |
| ---- | ----- | -------------------- |
| 2010 | 1位   | 40*                  |
| 2011 | 1位   | 43*                  |
| 2012 | 1位   | 40                   |
| 2013 | 1位   | 42                   |
| 2014 | 1位   | 62*                  |
| 2015 | 1位   | 43                   |
| 2016 | 1位   | 49                   |

- 日本人フードファイターに全勝のパットバルトレッティが出場する大会として有名

## 世界記録

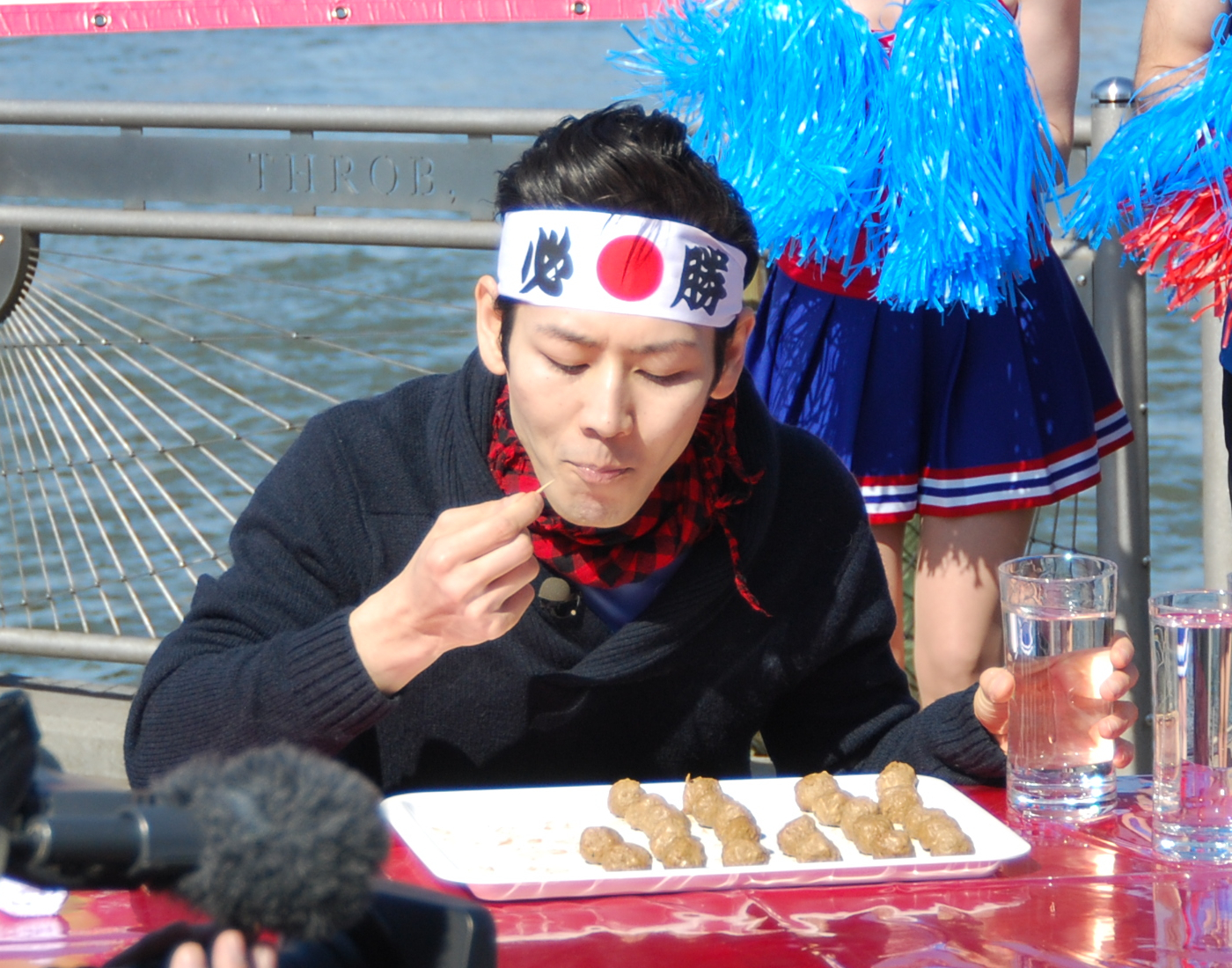
小林尊と鉢巻、2010年

- ソーセージ: 110本 10分（グレイト・ニューヨークステイト・フェア、2012年）[17]
- ソーセージ: 60本 2分35秒（ステイト・フェア・オブ・テキサス、2012年）[18]
- ピザ: 62枚 12分（カナダのケンペンフェスト、2014年）[19][20]
- グリルド・チーズ・サンドイッチ: 13個 1分（サウス・バイ・サウスウエスト、2012年）[21]
- 手羽先: 337本 30分（第20回ウィング・ボール、2012年）[22]
- ロブスター・ロール: 41個 10分（ザ・ゴールデンパレス・ワールド・ロブスター・チャンピオンシップ、2006年）[23]
- 牛の脳みそ: 8kg 15分（グラトン・ボール、2002年）
- ハンバーガー: 93個 8分（クリスタル・スクウェア・オフ（英語版）、2012年）[24]
- タコス: 159個 10分（第4回グリンゴ・バンディト・タコス・チャレンジ、2014年）[25][26]
- チキン・サテイ: 5.3kg（シンガポールのロバートソン ウォーク、2008年）[27]
- 羊肉鍋: 55杯 24分（台湾、2006年）[28]
- チーズステーキ: 1個を24.3秒（第19回ウィング・ボール、2011年）
- カップ・ケーキ: 13個 1分（Man vs. Cupcake、2013年）[29]

## その他経歴・戦歴
2000年
- TVチャンピオン・全国大食い選手権でデビュー。新人戦で優勝した者のみが競うチャンピオン戦に、出場を辞退したチャンピオンのかわりに出場。赤阪尊子・岸義行・新井和響らを相手に優勝。決勝での1時間ラーメン16杯は当時の新記録。

2001年
- フードバトルクラブ第一回大会制覇。大食い・早食いの初統一王者となり、新ジャンル「早大食い」確立。
- 白田信幸らと「Food Fighter Association（FFA）」を結成、早食い・大食いをスポーツとして確立すると共にタレントとして活動することを目指した。

2002年
- 愛知県の中学校で生徒が給食の時間に早食いを競い喉に食物を詰まらせて死亡する事件が発生、テレビ番組や早食い・大食い大会の開催が自粛され、FFAが自然消滅。

2003年
- Foxのテレビ番組Man vs. Beastに出演し、日本代表としてアメリカ代表コディアック・ベアー(495kg)と対決。アメリカにおいて初めての敗北を喫する。

2004年
- 「United Food Fighter Organization（UFFO）」を立ち上げ、早食い・大食い競技をスポーツとして確立する活動を再開。
- KrystalのCMに出演。商品（ハンバーガー）用のBOXにもイメージ・キャラクターとして起用された。

2005年
- 7月2日、ニューヨーク・メッツの始球式を務める。
- 7月、クリーブランド・インディアンスの始球式を務める。

2006年
- ESPN（米国のスポーツ専門TV）の看板番組、SportsCenterのCMに出演（日本ではJ SPORTSで放映）。過去にタイガー・ウッズ、コービー・ブライアント、ペイトン・マニングとイーライ・マニング、ランス・アームストロングなど、米国内の有名スポーツ選手が数多く出演しており、日本人として初 。
- アメリカのバラエティ最長寿番組サタデー・ナイト・ライブに出演。同番組の人気アニメで日本人として初めてアニメ化された。

2007年
- 顎関節症と診断。同年のネイサンズ大会で自己記録を更新する63本を完食するが準優勝。これにより、2001年より6年間守ってきた国際大食い競技連盟（IFOCE）ランキング1位の座から陥落。
- 米国でマスターカードPayPassのテレビCMとクアーズ・ライトのテレビCMに出演。

2008年
- NIKEのニュー・ライン「NIKE Sportswear」のゲストとして、NYでおこなわれたオープニングにロジャー・フェデラー、マリア・シャラポワ、セリーナ・ウィリアムズらと出演。
- カナダでウエスタン・カナダ・ロータリー・コーポレーションのテレビCMに出演。

2010年
- 後述する契約上のトラブルが原因で、従来米国での活動母体となっていたメジャーリーグ・イーティング（MLE）を離脱。
- 11月13日、ピザの早食いでギネス4冠目を狙うも結果は2分3秒92で、世界記録である1分45秒37には届かなかった。アメリカのメディアは、ピザやフォークなど、主催した日本の団体の準備に明らかな問題があり記録に影響したと報じた。

2011年
- 2月3日、フィラデルフィア・フライヤーズのハーフタイムに出演。
- 2月4日、第19回ウイングボウル（鶏手羽先早食い競争）にゲスト出演。チーズステーキ・サンドウィッチ1個の早食い世界記録に挑戦。結果は24.3秒で、世界記録の48秒の約半分の時間で食べ終え、新世界記録を樹立。
- 7月4日、ホットドッグ早食いコンテストに出場できなかった代わりにマンハッタンのバー230 Fifth Rooftop Barの屋上で大会テレビ中継を競争相手に早食いに挑戦。優勝者の10分間に62個完食を上回る69個を完食。大会主催団体メジャー・リーグ・イーティングは会場で出た記録でなければ同大会の記録には認定できないとした。
- TVB のテレビCMに出演。

2012年
- 2月3日、米ペンシルベニア州フィラデルフィアで開かれた第20回ウイングボウル（鶏手羽先早食い競争）に出場、30分間337本の大会新記録で優勝し、2万US$の賞金を獲得、次回大会の出場意思を表明。
- 3月11日、世界規模の総合芸術祭典サウスバイ・サウスウェストにおいて、グリルドチーズ・サンドイッチの大会に出場。1分で13個のサンドイッチを完食し世界記録を樹立。TIMEをはじめ、多くのメディアが報道した。
- 7月19日、アメリカにおいて最も歴史の古いホットドッグ・ブランド、ホフマンのブランド大使および投資家の一人として契約。契約において、小林はホフマンの全売上の2％と年俸10万US$、さらには、ホフマンが小林のソーセージを製造、販売、プロモーションし、その売上げの数十パーセントを受け取ることとなる。
- エイト・オクロック・コーヒーとホフマンのCMに出演。
- 12月17日、3月11日に樹立したグリルド・チーズ・サンドイッチの世界記録がレコード・セッターの同年度の目玉として有名人枠でシャキール・オニール、ジミー・ファロンとともに選出される。

2013年
- トゥズィオのCMに出演。
- 前年新記録で優勝し、次年度の出場を表明していたウイングボウル（鶏手羽先早食い競争）を辞退。食べた終えた手羽先から、骨に残った肉が多いと判断したものを減算するカウント法に不信感を持ち、食べる前の総重量から食べ終わった骨の総重量を引いた、肉のみの重量による勝敗判別方法を要求したが、判定方法が変わらなかったために出場辞退を表明。主催者側の思惑で記録や勝敗をコントロールしているデタラメな大会だとした。
- 2月7日、ホフマンCEOが同社資金を愛人に流用していたとされ、ホフマン社員および投資家たちによりCEOを相手取った訴訟が開始された。小林は原告側にはたたず裁判を見守る。裁判の騒動により期間中、ホフマンが小林との契約を履行できなかった。この騒動により、小林は別会社と契約し、自身のオリジナル・ソーセージを販売する事を決意。
- 7月4日、ニューヨーク・マンハッタンのイベンティ・ホテル主催のホットドッグ早食い大会で10分で67本を完食し優勝。小林のブランドのソーセージ、Kobi Dogがデビュー。
- 7月5日、Kobi Dogがオンラインで販売開始。
- 11月15日、出演映画ハングリーのプレミアに出席。注目映画トップ5に選ばれる。

2014年
- 7月4日、ニューヨーク・ポストがアメリカの独立記念日に、最もアメリカを思わせる写真として、小林が優勝してガッツポーズする姿を撮影した写真を選出。
- 8月1日、セントルイス・ラムズからの招待で、トレーニング・キャンプを見学。
- 8月2日、セントルイス・ラムズのファンフェスタにゲスト出演し、詰めかけたファンからのサインと写真の要望に応える。同チームの本拠地エドワード・ジョーンズ・ドームで販売されるハンバーガーを決定する役割を果たす。
- 10月30日、台湾の食品メーカー阿舎食堂の国内外のイメージキャラクターに就任。

2015年
- 2月、トルコの銀行Yapı ve Kredi Bankasıに出演。キャンペーン中、電車内にポスター、町の巨大広告が張り出された。

2016年
- 5月、TBS系列「マツコの知らない世界2時間スペシャル」に出演。これまでに大食い大会で1億円以上を稼いだことを明かした。キャンペーンやCM出演料等がいくらなのかは明かされなかった

2020年
- 1月、テレビ東京「元祖!大食い王決定戦」にゲスト解説者として出演。テレビ東京系列の番組には実に19年ぶりの出演となった。
- 4月、テレビ東京「デカ盛りハンター」にて、番組側が用意した3人の挑戦者と1対3のハンディキャップ対決を行う（食材はラーメンライス）。小林が日本国内で大食い対決に挑むのは「フードバトルクラブ」以来18年ぶり。結果は僅差で小林が敗北。

## エピソード
モリー・スカイラーと対戦し、唯一無敗（全勝）の日本人である。
- ラーメンではTVチャンピオンの決勝ラウンドは北海道名物・旭川ラーメン60分勝負では理論派の小林は麺を一気に持ち上げることによって麺全体に空気を通し、冷めたところで口に運ぶ戦法を取った。[56]
- 日本の番組に出演していた頃は、細身の体型だったが咀嚼力などを鍛え、また基礎代謝を上昇させるための筋力トレーニングでボディビルダーのような体型に変化し、アイアンマンや月刊ボディビルディングなどにおいて紹介されていた時期もあった。しかし先天的な要素に加え、トレーニング時に歯を食いしばることなどにより発症した顎関節症になってからは元の体型に戻っている。
- ボディビルダーのような体型から元の体型に戻ったあと、ファッション誌ブロックでモデルとして出演した[57]。
- Heatheretteのファッションデザイナー、リッチー・リッチのニュー・ブランド、ビリオネアにモデルとして参加し、ニューヨーク・コレクション2011-12秋冬でランウェイを歩く。
- アート、ファッションや雑誌デザインなど様々な分野における最先端の資料として、毎号数千部しか発行されないヴィジュアル雑誌Visionaireの男性版ヴィーマンで特集される[58]。
- 雑誌White Zinfandelとナウネス（英語版）に「Hunger」と題したフィルムにモデル、俳優として出演。フィルムはニューヨークを拠点に活躍するコンセプチャルアーティスト/フィルムディレクターのItem Idemが、フィルムディレクターのCyCy Sandersと組んで制作[59]。撮影で小林が着用したパンツは価格2万US$のバレンシアガのオートクチュールだった。
- 2009年にはケーブルテレビ局が主催する「Spike Guys' Choice Awards」の授賞式にブラッド・ピット、ケイティ・ペリー、ハル・ベリーなどとともに招待され出席している。
- アメリカ大統領をはじめとした有名人などを題材にしたブラックユーモアなパロディアニメTV Funhouseにおいて日本人としては唯一アニメ化されている。
- 北米4大プロスポーツリーグにゲストとしてたびたび招待されている。メジャーリーグベースボール（MLB）では、ニューヨーク・メッツの始球式を務め、球速137km/hを計測。石井一久から受け取った背番号１のKobayashiの刺繍がされたメッツのユニフォームを着用して投球した。他にクリーブランド・インディアンスの始球式も務めている。またタンパベイ・レイズのファン感謝デーにスペシャル・ゲストとして出演し、同球団のCMに単独で、また当時在籍した岩村明憲との共演でも出演した。NFLでは、ラムズの感謝デーにスペシャル・ゲストとして出演、同スタジアムで販売されるハンバーガーを決定する審査員を務めた。
- CSIではフードファイト会場のシーンに小林尊をモデルにしたと思われるエキストラが配され、CSI:NYシーズン1では、エピソードの14話の冒頭「去年の7月またコバヤシがネイザーを破った。12分間にホットドッグ53個半だ。世界記録だよ。人間業じゃないな」と主人公が話す場面がある。
- 2006年には、トレーディング・カードの老舗、トップスが同社ベースボールカードに、スペシャル・レア・カードとして小林のカードをカール・ルイス、ハルク・ホーガン、マイク・タイソンらとともにリリース。これらスペシャル・レア・カードには、それぞれのアスリートによる直筆サインがつき、通常のカードより高値で取引されている[60][61]。
- 前述の「スポーツ史上もっとも支配的なアスリート」の評価もあり、「大食い界のベーブ・ルース」や「大食い界のマイケル・ジョーダン」、ほかにもタイガー・ウッズ、ウェイン・グレツキー、ジョー・モンタナなど、人気と実力をそなえ、そのスポーツの発展に大きく寄与した選手たちと比較され、表現される[62]。
- 所属チームフィラデルフィア・フライヤーズの許可のもと、殿堂入り選手Bernie Parentから、永久欠番を特別に譲り受け大会に参加した[63][64]。
- Xbox 360の「The Simpsons GAME」や、Wiiウェアの「メジャーリーグ・イーティング」には、小林をモデルにしたキャラクターが登場する。
- アメリカとカナダの新聞・雑誌の4コマ漫画やアメリカ高校数学の教科書の問題として登場する[65]。
- ニューヨーク発のコメディ専用サイト、CollegeHumorのマラリア撲滅キャンペーンにおいてエリザベス・バンクス、エド・ヘルムズ、デヴィッド・アークエットほか26名の有名人とビデオ出演をした[66]。
- アメリカやカナダでは、大学から招待を受け、公演活動やパフォーマンス披露も行っている[67][68]。
- 「地球の未来へ贈ろうムービー」では捨てられた食品が全て箱詰めされたホットドッグに加工され、それを猛スピードで食べ続ける小林が登場するが、やがて処理し切れない小林がダンボールに囲まれるというものも登場している。意図としては「無駄に捨てられている食品の量は“あの小林でも処理できない!”」というものである[69]。
- 陸上競技選手の入江幸人、フェンシング選手の太田雄貴とはよく飲みに行く仲であり、その様子はしばしば小林のブログで紹介されている[70]。
- オフスプリングやスヌープ・ドッグなどのミュージシャンをはじめメジャーリーグベースボール、NBA選手やオリンピック・メダリストなどのアスリートや、ジョージ・ロイスやCyril Duvalなどのアート・ファッション関係者、俳優などとも交流している。彼らのブログやフェイスブック、また小林のブログなどでも交友関係が紹介されるほか[71]、ニュースとしてもたびたび紹介される[72][73]。
- デクスター・ホーランドは、インタビューにおいて「俺は、小林が捕まる前からクールだと思っていた」と答え、捕まったことによってさらにクールになったと考えていると思わせる発言をした。小林と共同でイベントを主催したり、小林を何度もライブに招待している[74]。
- ジョアキム・ノアは小林をマイ・バディと呼んでおり、小林の優勝を祝福するメッセージをのせている[75]。
- キング・モーは小林のファンであり、インタビューにおいて小林の敗北を、ウサイン・ボルト、アレクサンダー・カレリン、マイク・タイソンの敗北と並べ、無敵なものは存在しないとした[76]。
- ブルーノ・マーズはロサンゼルスで行われたニューアルバムのインタビュー中、小林の大ファンであると公言し、終始小林について語った[77]。
- トニー・ホークは、映画ハングリーの中で、小林を大食い早食いをスポーツにした男だとし、このスポーツを他のものに奪われないようにと激励を送っている[78]。小林を非公開トレーニングへ招待するなど、スケートボードの神とされる自分と重ね応援している。
- NYタイムズのエコノミストであり、ヤバい経済学の著者としても著名なジャーナリストのスティーブン・ダブナーが、ウサイン・ボルトを引き合いにだし、小林を高く評価している。その際、「Usain Bolt Is No Takeru Kobayashi（ボルトは小林ではない）」と言い、NotでなくNoを用いることで、小林を人間以上の存在として表現した[79]。また、スティーブンは別の記事で、小林の成功から学ぶ問題解決の方法と題し、以下の3つをオファーしている[80]。
1. 問題の再定義
小林のライバルたちは、普段からよく食べる大男で、彼らは自分たちが常にしている方法で大会に参加したが、小林は問題を違う角度から、スポーツのように捉え、競争のために、これまでとは異なる方法で実験をした。
2. 人工的な限界を受け入れるな
世界記録25本を小林は二倍にした。彼がもし、25が限界だと信じていたならば、これを上回わることはなかっただろう。我々は人工的な限界にあまりにも従順だ。誰かが不可能だと言った時、それに挑戦せよ。
3. 違う考え方をし、実験せよ
小林の成功と革新における多くの話の核心は、あなたが頻繁に多くの事を試さなければならないと言う事である。「いつでも機会があるならば、あなたはパンを温かいお湯につけるべきだ」
- 2013年トルコ反政府運動への支持を表明。デモが過激化した6月上旬に前線（イスタンブールのタクシム広場）で反政府デモに参加した[81]。
- 2014年6月29日、NYのプライド・パレード（LGBTプライド・マーチ）に参加し、性的マイノリティへの支援を表明。
- 中国、香港では、日本食を中心とした小林尊の食べ放題チェーン店やレストランなどが展開されているが、これらは名前を無断で使用している[82]。
- 後述の2010年の小林の逮捕劇は2010年AOLの変わったニューストップテンの5位にランクインした。小林はこの逮捕劇を逆手に取り大食いコンテストの際に護送車や警察官に連行されながらやってくるというパフォーマンスを行っている[83]。
- 盛岡で開催されている全日本わんこ蕎麦選手権で樹立された同大会の歴代最高記録「時間無制限で557杯（ 8,355g）」を、2001年放送のTVチャンピオンで、12分で9,675g食べる事で破っている。同番組では通常より大盛りの25グラムのわんこ蕎麦（通常は15グラム）が使用された。

## トラブル

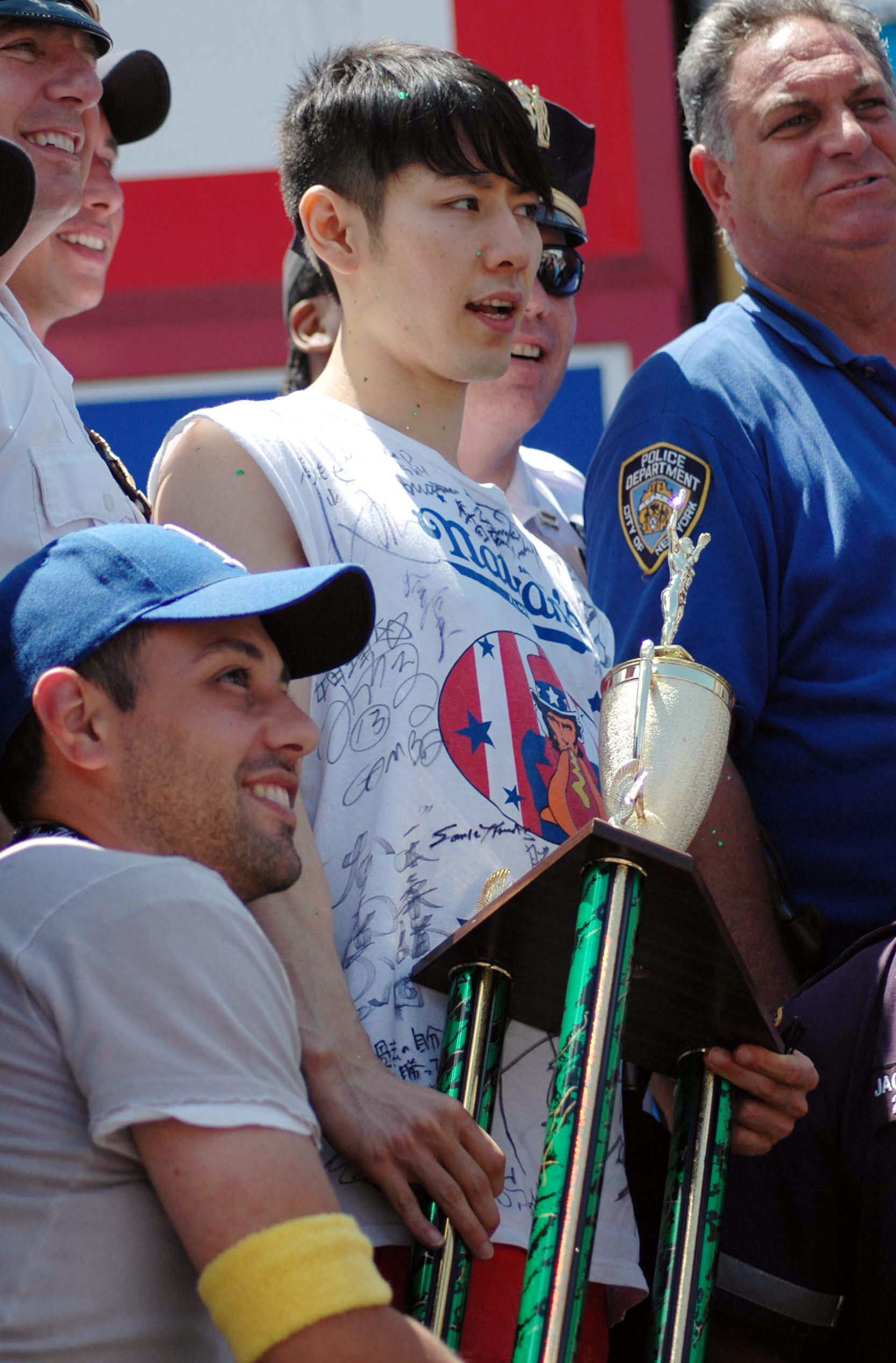
2009年のネイサンズ選手権の様子

- 小林が日本での活動を行わない理由は、日本で大食いブームが起こった2000年代前半に、特定テレビ局（TBSでは無くテレビ東京だと本人がブログで語っている）が小林を専属タレントとして契約しようとした為といわれている。この契約では、小林が他のテレビ局の番組や大会などに出演する際にも契約しているテレビ局の許可が必要になり、自由な活動が出来なくなる内容だったために本人が拒否し、フリーの立場を貫いた（なおこのトラブルにより、しがらみにウンザリした小林は日本を離れる）。以降、小林は『TVチャンピオン』の大食い選手権や後継番組の『元祖!大食い王決定戦』に長らく出演せず、過去に出演した映像も番組の判断によってすべてカットされた[84]。しかし前述の通り、2020年1月に解説者として、2020年4月にはフードファイターとしてテレビ東京に出演しており、以後は同局の『デカ盛りハンター』等で過去映像が普通に流れるようになっている。
- 2010年のネイサンズ大会に欠場した理由として、大会に出場するにあたって契約書にサインをする義務があり、契約書には小林が「1年間は許可なく他の大会に出場しない、番組などで大食い・早食いのパフォーマンスを行わない」という旨が記載されており、本人によれば「私的には何もできない」契約書だったという[85]。小林はこの契約を不服として、賞金などの「金銭は一切要らない、出場するだけでも良い」と契約内容の変更を申し出たが、契約内容の変更には至らず契約書にはサインをしなかった為欠場となった。初参加から数年間はフリーとして自由参加をしていたが、年々契約書にサインをすることが多くなり、また内容も厳しいものになっていったという。さらに契約書の内容は個人ごとに違いがあり他の大会に出ることに制限は設けられていない参加者も存在するという[86]が、この制限が設けられていない参加者がプロなのかアマチュアなのかは明らかにされていない。
  - なお上記の大会を欠場し現場で観戦していた小林は、大会終了後にステージに上がろうとしたところを拘束され逮捕された。これに対しては情報が飛び交っており、複数人で「Free Kobi」と書かれた黒色のTシャツを着ていた為、大会運営陣営に対して抗議が目的だったとの情報や、現場に小林がいることを知った観戦者から「小林コール」が起こった為、勝者の祝福も兼ねてステージに上がろうとした、またはその場で即席のパフォーマンスを行い優勝者の記録に対して自分が挑もうとしてステージに上がろうとしただけとの報道もある[87][88]。
  - 2010年8月5日、ニューヨーク州刑事裁判所の判決は、6ヶ月間の保護観察処分。罰金は科されず保護観察期間中に問題を起こさなければ犯罪記録も残らない寛大判決であった[89]。

## CM
- クリスタル 2004年 商品（ハンバーガー）用のBOXのにもイメージ・キャラクターとして起用
- スポーツセンター 2005年 This is SportsCenter
- クアーズ・ライト 2007年
- マスターカード 2007年 PayPass
- ウエスタン・カナダ・ロータリー・コーポレーション 2008年
- TVB 2011年
- エイト・オクロック・コーヒー 2012年
- ホフマン・ホットドッグ 2012年
- トゥズィオ 2013年
- 阿舍食堂 2014年
- Yapı ve Kredi Bankası 2015年
- ターミニックス 2015年
- チェッカーズ＆ラリーズ 2017年

## 映画
- ハングリー(2013)
- ハロウィン･レポート キル･オア･トリート(2017)

## ゲーム
- メジャーリーグ・イーティング（Wii(Wiiウェア)、2009年3月24日配信、童） - プレイヤーキャラクターの一人として登場